# L'Homme à la cigarette (épisode de X-Files)
Cet article concerne l'épisode. Pour le personnage, voir L'homme à la cigarette.
L'Homme à la cigarette (Musings of a Cigarette Smoking Man) est le 7e épisode de la saison 4 de la série télévisée X-Files. Cet épisode revient en détail sur l'histoire de l'homme à la cigarette, retraçant des étapes importantes de sa vie et son implication dans des événements historiques.
L'épisode est notable par l'absence à l'écran des deux acteurs principaux de la série, en dehors d'images d'archives pour Gillian Anderson, seules leurs voix pouvant être entendues. Il laisse par ailleurs planer le doute sur la véracité des événements qu'il présente. Certains aspects du scénario n'ont pas fait l'unanimité au sein de l'équipe de scénaristes et ont causé des tensions. L'épisode a été globalement bien accueilli par la critique.

## Résumé
L'homme à la cigarette espionne, via son matériel d'écoute, une rencontre entre Mulder, Scully et les Lone Gunmen. Frohike affirme avoir obtenu des informations secrètes sur le passé de l'homme à la cigarette. Il commence son histoire en expliquant que son père a été condamné à mort pour espionnage en faveur de l'URSS, puis que sa mère est morte d'un cancer alors qu'il était encore très jeune et qu'il a donc passé son enfance dans divers orphelinats.
En 1962, l'homme à la cigarette, dont le seul ami est Bill Mulder, est un militaire stationné à Fort Bragg. Il est convoqué par le général Francis à une réunion où on lui donne l'ordre d'assassiner le président John Fitzgerald Kennedy. Un an plus tard, il met son plan à exécution, tirant lui-même le coup de feu mortel et faisant accuser à sa place Lee Harvey Oswald. L'opération terminée, il fume sa première cigarette.
Cinq ans plus tard, l'homme à la cigarette finit d'écrire un roman, qu'il signe d'un nom de plume. Après avoir entendu un discours de Martin Luther King dont il désapprouve le contenu, il convoque plusieurs personnes, dont J. Edgar Hoover, et les persuade qu'il faut l'assassiner. Une fois de plus, il accomplit cette tâche en personne et trouve un bouc émissaire. Peu après, une maison d'édition refuse son roman.
Le soir du réveillon de Noël 1991, l'homme à la cigarette est en réunion avec ses subordonnés et discute d'affaires en cours. Il en ressort notamment qu'il interdit que les Bills de Buffalo remportent le Super Bowl, rappelant au passage que c'est grâce à lui que s'est produit le miracle sur glace, et qu'il compte se charger personnellement de la surveillance de Fox Mulder. Il se rend ensuite avec Gorge profonde sur les lieux du crash d'un OVNI. Les deux hommes tirent à pile ou face pour déterminer qui doit tuer l’extraterrestre survivant du crash. Gorge profonde perd et s'en charge. Quelques mois plus tard, l'homme à la cigarette espionne la première rencontre entre Mulder et Scully.
En 1996, et après des années d'échec, l'un des romans de l'homme à la cigarette est accepté par un éditeur. Il prépare une lettre de démission mais découvre ensuite que la fin de son roman a été totalement modifiée. Amer, il déchire la lettre. De retour dans le présent, Frohike termine son récit en disant qu'il doit encore vérifier la véracité des informations divulguées. Lorsqu'il sort dans la rue, l'homme à la cigarette le tient dans le viseur de son fusil à lunette mais décide de ne pas le tuer.

## Distribution
- William B. Davis : l'homme à la cigarette
- Chris Owens : l'homme à la cigarette jeune
- Morgan Weisser : Lee Harvey Oswald
- Donnelly Rhodes : le général Francis
- Tom Braidwood : Melvin Frohike
- Jerry Hardin : Gorge profonde
- Dean Aylesworth : Bill Mulder jeune
- David Duchovny : Fox Mulder (voix)
- Gillian Anderson : Dana Scully (voix et images d'archives)
- Bruce Harwood : John Fitzgerald Byers (voix)

## Production

### Préproduction
L'idée de faire un épisode sur l'homme à la cigarette est inspirée à Glen Morgan par la lecture de la bande dessinée de DC Comics Lex Luthor: The Unauthorized Biography. Morgan affirme alors son intention d'écrire un scénario qui dépeint le personnage comme l'homme le plus dangereux du monde. Le scénario prévoit initialement que l'épisode se termine avec l’assassinat de Frohike par l'homme à la cigarette mais Chris Carter oppose son veto à cette idée après avoir été convaincu par les arguments du nouveau trio de scénaristes les plus en vue de la série : Vince Gilligan, John Shiban et Frank Spotnitz. Une dispute oppose Carter et le trio à Glen Morgan et James Wong, qui ont le sentiment que leurs idées ne sont plus les bienvenues. Le titre initial de l'épisode, Memoirs of a Cigarette Smoking Man est par ailleurs changé par Carter en Musings of a Cigarette Smoking Man afin que le doute plane sur la véracité des événements présentés dans l'épisode (les « souvenirs » devenant des « rêveries »).
Le scénario comporte plusieurs clins d'œil à la série Space 2063 créée par Glen Morgan et James Wong, notamment le nom du roman écrit par l'homme à la cigarette, Take a Chance, ainsi que celui de son personnage principal, Jack Colquitt. Morgan Weisser, qui joue le rôle de Lee Harvey Oswald, était par ailleurs l'un des acteurs principaux de cette série. La résolution 1013 de l'ONU citée par le personnage de Gorge profonde est une référence à la date d'anniversaire de Chris Carter ; alors que l'ambition de l'homme à la cigarette de devenir romancier est inspirée par la vie d'Howard Hunt.
William B. Davis, bien que très heureux d'avoir un épisode consacré à son personnage, est perplexe à la lecture de certains passages du scénario car il estime qu'ils sont en contradiction avec ce qu'on a appris sur le personnage au cours de la saison précédente. Il trouve aussi gênant qu'il se montre préoccupé par des choses aussi insignifiantes que le fait d'empêcher les Bills de Buffalo de remporter le Super Bowl et son obsession d'écrire un roman qui soit publié. Chris Carter déclare qu'il a passé des heures au téléphone avec l'acteur à parler du personnage : « j'ai essayé de lui expliquer que même si votre mission dans la vie est d'être un destructeur, vous pouvez encore garder l'espoir de devenir un créateur quelque part dans les tréfonds de votre esprit, et que c'est là que réside sa vanité. Cet aspect nous apparaît très clairement ici et fait de lui quelqu'un d'assez loufoque ».

### Tournage
William B. Davis déclare après le tournage que James Wong l'a beaucoup aidé à appréhender les scènes où son personnage apparaissait comme excentrique ou même ridicule, en lui conseillant de jouer à l'inverse de l'aspect humoristique et de seulement laisser la situation être comique par elle-même. Davis ajoute que la scène de sa tirade à la Forrest Gump a été l'une des plus difficiles à interpréter, et que sa première approche de la scène était quasiment shakespearienne. Wong lui a alors conseillé de la jouer plus spontanément, ce qui a bien fonctionné. Chris Owens, qui incarne la version plus jeune de l'homme à la cigarette, passe des heures à observer la façon de fumer de Davis afin de la reproduire parfaitement. Il reprend ce rôle plus tard dans la saison, dans l'épisode Crime de mémoire, avant d'interpréter par la suite le personnage de Jeffrey Spender.
Cet épisode présente la particularité d'être le premier de la série dans lequel Mulder n'apparaît pas à l'écran, seule sa voix pouvant être entendue, alors que Scully n'apparaît que via des images reprises de l'épisode pilote de la série, Nous ne sommes pas seuls. Les deux acteurs bénéficient donc d'une semaine de vacances non planifiée, ce qui ravit David Duchovny. La scène où l'homme à la cigarette assassine John Fitzgerald Kennedy est tournée dans le centre-ville de Vancouver. Le costumier de la série contacte à cette occasion son confrère ayant travaillé sur le film JFK (1991) et emprunte la reproduction du tailleur de Jackie Kennedy utilisée dans ce film. Une réplique de la limousine Lincoln Continental dans lequel se trouvait le couple présidentiel est également fabriquée pour l'épisode.
À la fin de l'épisode, il est suggéré via le personnage de Frohike que tous les événements décrits ne sont pas nécessairement exacts. Frank Spotnitz déclare à ce sujet que beaucoup de téléspectateurs « n'ont pas relevé cette subtilité » et qu'ils pensent que toute l'histoire est véridique. Parlant au nom de l'équipe de production, Spotnitz affirme que certains détails peuvent être vrais mais pas d'autres.

## Accueil

### Audiences
Lors de sa première diffusion aux États-Unis, l'épisode réalise un score de 10,7 sur l'échelle de Nielsen, avec 15 % de parts de marché, et est regardé par 17,09 millions de téléspectateurs.

### Accueil critique
L'épisode a été globalement bien accueilli par la critique. Dans leur livre sur la série, Robert Shearman et Lars Pearson lui donnent la note de 5/5, le qualifiant de l'un des « purs chefs-d'œuvre de la série » et saluant l’ambiguïté que laisse planer l'épisode sur la véracité de l'histoire ainsi que le mélange d'éléments de la mythologie de la série avec un humour noir et pince-sans-rire. Le magazine Empire le classe à la 14e place des meilleurs épisodes de la série, le qualifiant de « voyage fascinant à l'intérieur de certaines zones troubles » de l'histoire américaine, et d'étude « aussi captivante qu'amusante » de l'un des personnages les plus mystérieux de la série. Erin McCann, du Guardian, le classe parmi les 13 meilleurs épisodes de la série, comparant l'homme à la cigarette à un « Forrest Gump des conspirations gouvernementales américaines ».
Zack Handlen, du site The A.V. Club, lui donne la note de A, évoquant un épisode au ton étrange, qui est « de prime abord mortellement sérieux avant de devenir de plus en plus bizarre » et de culminer dans un monologue parodiant Forrest Gump, mais qu'il trouve néanmoins formidable, notamment pour son « humanisation du personnage de l'homme à la cigarette ». Paula Vitaris, de Cinefantastique, lui donne la note de 4/4, mettant en avant le « ton du scénario » qui permet d'apprécier « le vide émotionnel » dans lequel vit l'homme à la cigarette, ainsi que la diatribe à la Forrest Gump qui est un « venin verbal du plus haut comique ». Pour le site Le Monde des Avengers, c'est un « épisode incontournable » dans lequel les « principaux drames modernes de l'Amérique » sont « magnifiquement filmés, chacun dans un style différent, et stupéfient littéralement le spectateur par leur intensité » mais où c'est surtout « la sombre et énigmatique personnalité du personnage qui captive ».
Parmi les critiques négatives, Phil Farrand estime que la première moitié de l'épisode est inintéressante et s'appuie sur un cliché concernant l’assassinat de JFK, et se montre mécontent du fait que le téléspectateur n'a aucun moyen de savoir dans quelle mesure le contenu de l'épisode est véridique. Alan Kurtz critique la façon dont l'épisode contredit des faits établis dans l'épisode L'Épave ainsi que ses clins d'œil appuyés à Apocalypse Now et Forrest Gump.

### Distinctions
En 1997, James Wong a été nommé pour cet épisode à l'Emmy Award de la meilleure réalisation pour une série télévisée dramatique.